# Örnkorsets orden

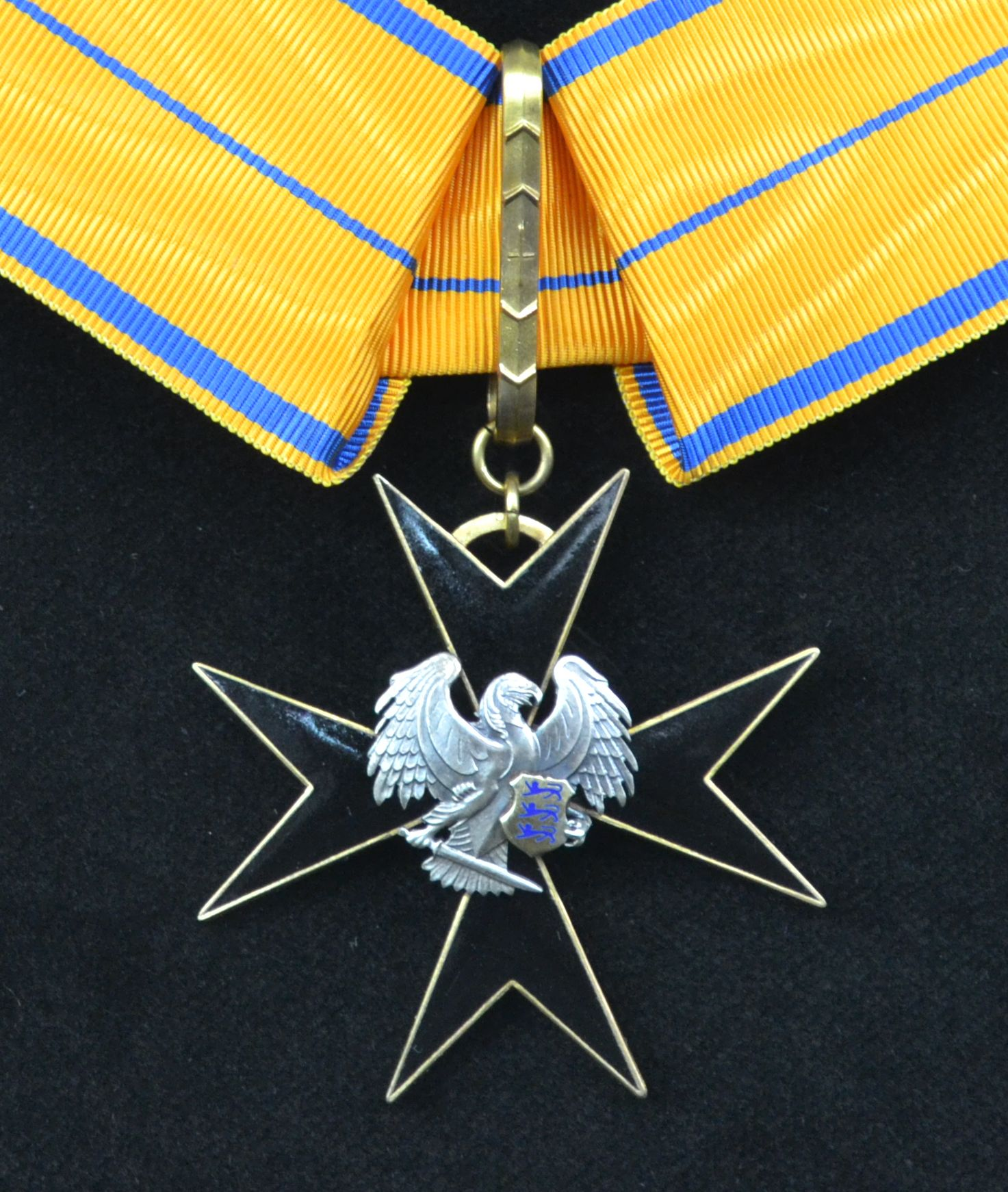
Örnkorsets orden

Örnkorsets orden (estniska: Kotkaristi teenetemärk), är en orden instiftad 1928 (som Örnkorset) av de estniska skyddskårerna för att fira 10-årsjubileet av Estlands självständighet. Den antogs som en statsorden 1936. Örnkorset utdelas som ett erkännande för militära tjänster och tjänster inom området för nationellt försvar. Orden delas ut i civila och militära avdelningar. Utmärkelser till medlemmar av militären betecknas genom tillägget av korsade svärd till dekorationen.

## Grader
Örnkorset består av åtta grader:
- Fem vanliga grader - 1:a, 2:a, 3:e, 4:e och 5:e graden;
- Tre medaljgrader - kors i guld, silver och järn;

| Örnkorsets släpspännen | Örnkorsets släpspännen | Örnkorsets släpspännen | Örnkorsets släpspännen | Örnkorsets släpspännen |
| ---------------------- | ---------------------- | ---------------------- | ---------------------- | ---------------------- |
| 1:a graden             | 2:a graden             | 3:e graden             | 4:e graden             |                        |
| 5:e graden             | Guldkors               | Silverkors             | Järnkors               |                        |